# Store Høydal
Store Høydal är en by i Kinns kommun i Vestland fylke i västra Norge. Byn ligger vid fylkesväg 611, på södra sidan av Høydalsfjorden.
Byn tillhörde tidigare dåvarande Bru kommun i Sogn og Fjordane fylke.